# Gertrud Stockmayer
Gertrud Stockmayer (verheiratete Gertrud Stockmayer-Pfeilsticker; * 4. Februar 1880 in Stuttgart; † 11. Mai 1963 in Ravensburg) war eine der ersten Abiturientinnen und Studentinnen Württembergs. Die Philologin und Historikerin widmete ihr Leben ihren Kindern und engagierte sich in der Frauenbewegung. 

## Leben
Gertrud Stockmayer wurde am 4. Februar in Stuttgart als Tochter des Juristen Eugen Stockmayer (1850–1908) und seiner Frau Alwine Luise Hartmann (1855–1924) geboren. Zunächst war ihr Vater Gemeinderat und später erster besoldeter Bürgermeister Stuttgarts. In seinem Amt setzte er sich sehr für den Ausbau der Gymnasialbildung für Mädchen ein und förderte die akademische Ausbildung seiner vier Kinder. Neben Gertrud waren diese der Psychotherapeut Wolf Stockmayer (1881–1933), der Jurist und Komponist Erich Stockmayer (1863–1965) und die Zeichenkünstlerin und Illustratorin Elsbeth Stockmayer (1885–1975).
Stockmayer begann im Jahre 1888 ihre elementare Schulausbildung am Königin-Katharinen-Stift in Stuttgart. Von 1894 bis 1896 besuchte sie dort die Rothertsche Höhere Töchterschule. Ab 1897 studierte sie fünf Semester als Gasthörerin an der philosophisch-pädagogischen Abteilung der Technischen Hochschule in Stuttgart und genoss während dieser Zeit die Unterstützung ihres Vaters, den für Frauen sonst nur unter erschwerten Bedingungen zugänglichen Bildungsweg durch berufliche Beziehungen zu ebnen.
Nach ihrem Studium trat Stockmayer 1899 eine Stelle als Bibliothekarin der Stadt Stuttgart an. Für Frauen war diese in der damaligen Zeit eine ungewöhnliche Stellung, die sie nur durch Einfluss ihres Vaters bekommen konnte und wegen neidischer Angriffe schon nach kurzer Zeit wieder aufgeben musste.
Obwohl sie mit 22 Jahren eigentlich schon zu alt dafür war, kam sie dennoch ab 1902 aufgrund ihrer Vorbildung zu Hedwig Dinkel, Anna Stettenheimer und Martha Vollmöller-Müller (1883–1955) in die Klasse und gehörte so 1904 zum ersten Abiturjahrgang des 1899 gegründeten Stuttgarter Mädchengymnasiums. Die vier Mädchen legten das Abitur jedoch extern am Cannstatter Knabengymnasium ab. Stockmayer, Stettenheimer und Vollmöller beantragten zum Sommersemester 1904 die Immatrikulation für Philologie und Geschichte an der Universität Tübingen. Nach Ablehnung der Universität wurde auf Antrag der drei Frauen durch einen Erlass König Wilhelms II. am 16. Mai 1904 allen Frauen mit entsprechender Vorbildung ein Studium im Königreich Württemberg gestattet. Daraufhin durften sie am 7. Juni 1904 ihr Studium beginnen. Als Mitglied eines studentischen Theater-Ensembles übernahm Stockmayer anlässlich des Schiller-Jahres 1905 die Rolle der Amalie im Stück Die Räuber. Sie schloss ihr Studium im August 1908 mit der Promotion Über das Naturgefühl in Deutschland im 10. und 11. Jahrhundert zur Dr. phil. ab.
Gertrud Stockmayer heiratete nach ihrer Promotion am 5. September 1908 den gleichaltrigen Arzt Walther Pfeilsticker (1880–1969), den sie während ihres Studiums kennengelernt hatte. Seitdem widmete sie sich bewusst ihrer Familie. Sie bekamen drei Töchter: Gerlint (* 10. September 1909), Ortrun (* 20. Juni 1912) und Mechthild Pfeilsticker (* 5. Oktober 1919). Ihr Ehemann wurde 1920 Vorsitzender des in Stuttgart neu gegründeten Vereins für württembergische Familienkunde, heute Verein für Familienkunde in Baden-Württemberg, dessen Bücherei von Gertrud betreut wurde. Am 29. Dezember 1924 ließ sich Gertrud von ihrem Mann scheiden. Aus standesgemäßen Gründen konnte sie sich nicht zu einer Erwerbstätigkeit entschließen. Letztendlich war sie nicht dazu in der Lage, ihren Töchtern ein Studium zu finanzieren, weshalb diese bereits früh berufstätig werden mussten.
Nach ihrer Scheidung engagierte sich Gertrud Stockmayer-Pfeilsticker auf sozialem Gebiet, wie beispielsweise im Nationalen Frauendienst und in der Frauenbewegung. Außerdem blieb sie bis zu ihrem Tode am 11. Mai 1963 Vorsitzende des Ehemaligenvereins des Stuttgarter Mädchengymnasiums.

## Werke
- Über Naturgefühl in Deutschland im 10. und 11. Jahrhundert. Hildesheim 1973 (= Beiträge zur Kulturgeschichte ders Mittelalters und der Renaissance. Band 4).
- Briefe einer Studentin. Ulrike Helmer Verlag, Königstein 2004, ISBN 3-89741-164-4.